# Старое городское кладбище (Ялта)
Старое городское кладбище — некрополь в Ялте, Крым.
Адрес: улица Блюхера, 34.

## История
Среди описанных В. И. Чернопятовым в 1910 году крымских некрополей это кладбище в Ялте не значится (указаны Иоанно-Златоустовское, Ауткинское, Ливадийское) и, вероятно, возникло позже.
В 1917 году на этом кладбище был похоронен умерший в Ялте от туберкулёза белорусский поэт, публицист, литературовед, переводчик; классик белорусской литературы, один из создателей белорусской литературы и современного литературного белорусского языка Максим Богданович (1891—1917). На могиле поставили белый крест.
В 1924 году крест на могиле был заменён обелиском из серого известняка с красной звездой и четырьмя строками из стихотворения поэта «Между песков Египетской земли…», обелиск простоял до 2003 года, когда на могиле поэта был установлен памятник работы скульпторов Льва и Сергея Гумилевских. В начале 1980-х годов поднимался вопрос переноса праха поэта из Ялты в Минск, но организаторы перезахоронения не получили официального ответа.
В 1960 году на кладбище были перезахоронены расстрелянные в 1943 году немецко-фашистскими оккупантами подпольщики (А. С. Мицко, С. Я. Донец, М. Н. Клименко). На кладбище был совершён ряд перезахоронений с других уничтоженных ялтинских кладбищ — в 1977 году И. А. Наговицына с Ливадийского.
Имеется воинский (госпитальный) участок с захоронениями советских военнослужащих, умерших в крымских госпиталях в 1945—1947 годах, несколько братских могил.
Городские власти проводят работы по благоустройству территории кладбища, планируется установить на могилы ветеранов Великой Отечественной войны и защитников Отечества памятные таблички в едином стиле

## Известные захоронения

### Братские могилы
- братская могила красногвардейцев, матросов, подпольщиков времен гражданской войны  Объект культурного наследия народов РФ регионального значения. Рег. № 911710906590005 (ЕГРОКН),
- братская могила погибших в 1942 году подпольщиков Объект культурного наследия народов РФ регионального значения. Рег. № 911710906620005 (ЕГРОКН),
- братская могила мирных жителей — жертв фашистского террора  Объект культурного наследия народов РФ регионального значения. Рег. № 911710898570005 (ЕГРОКН),
- братская могила двух неизвестных моряков Объект культурного наследия народов РФ регионального значения. Рег. № 911710906600005 (ЕГРОКН)

### Герои Советского Союза
- Ефим Друзенок
- Александр Дятлов[11], Объект культурного наследия народов РФ регионального значения. Рег. № 911710906970005 (ЕГРОКН)
- Анатолий Емельяненко[12],
- Павел Кулешов[13],
- Илья Лапшин[14],  Объект культурного наследия народов РФ регионального значения. Рег. № 911710907010005 (ЕГРОКН)
- Гали Мазитов[15],
- Иван Манагаров[16],  Объект культурного наследия народов РФ регионального значения. Рег. № 911710906790005 (ЕГРОКН)
- Пётр Марьясов[17],  Объект культурного наследия народов РФ регионального значения. Рег. № 911710906800005 (ЕГРОКН)
- Григорий Машанин[18],  Объект культурного наследия народов РФ регионального значения. Рег. № 911710906970005 (ЕГРОКН)
- Василий Морозов[19]  Объект культурного наследия народов РФ регионального значения. Рег. № 911710906850005 (ЕГРОКН),
- Алексей Никифоров[20], Объект культурного наследия народов РФ регионального значения. Рег. № 911710906890005 (ЕГРОКН)
- Иван Пишкан[21],  Объект культурного наследия народов РФ регионального значения. Рег. № 911710906830005 (ЕГРОКН)
- Юрий Полоний[22],  Объект культурного наследия народов РФ регионального значения. Рег. № 911710906930005 (ЕГРОКН)
- Пётр Сибиркин[23],  Объект культурного наследия народов РФ регионального значения. Рег. № 911710906940005 (ЕГРОКН)
- Иван Сухоруков[24],  Объект культурного наследия народов РФ регионального значения. Рег. № 911710906880005 (ЕГРОКН)
- Григорий Ткаченко[25]  Объект культурного наследия народов РФ регионального значения. Рег. № 911710907040005 (ЕГРОКН).

### Учёные
- Б. В. Лихтерман, советский физиотерапевт  Объект культурного наследия народов РФ регионального значения. Рег. № 911710906770005 (ЕГРОКН)

### Деятели культуры
- Николай Бирюков, писатель  Объект культурного наследия народов РФ регионального значения. Рег. № 911710906710005 (ЕГРОКН)
- Максим Богданович, поэт  Объект культурного наследия народов РФ регионального значения. Рег. № 911710906720005 (ЕГРОКН)
- Адам Дмитриев, писатель[26].
- Виталий Тренёв, писатель, сектор № 5[27][28]  Объект культурного наследия народов РФ регионального значения. Рег. № 911710906950005 (ЕГРОКН)

### Партийные и хозяйственные деятели
- Наговицын, Иосиф Алексеевич  (1888—1937) — народный комиссар социального обеспечения РСФСР (1926—1937),  Объект культурного наследия народов РФ регионального значения. Рег. № 911710906810005 (ЕГРОКН).
- Рожнова, Пелагея Ивановна (1901—1971) — звеньевая колхоза имени Калинина Чеховского сельсовета Крымской области, Герой Социалистического Труда,  Объект культурного наследия народов РФ регионального значения. Рег. № 911710906870005 (ЕГРОКН)